# Myski
Myski (ros. Мыски) – miasto w Rosji, w obwodzie kemerowskim. W 2010 roku liczyło 43 038 mieszkańców.